# 土井洋輝
土井 洋輝（どい ひろき、1999年8月10日 - ）は、日本の元子役。広島県出身。血液型はB型。2008年までエヌ・エー・シー広島に所属していた。

## 出演

### テレビドラマ
- 日中合作連続ドラマ 『美顔（メイイェン）-愛上世紀初-』（2005年）
- DRAMA COMPLEX 『戦国自衛隊・関ヶ原の戦い』（2006年、日本テレビ）おあきの息子 役
- ドラマ30 『新・いのちの現場から2』（2006年、TBS）岩本明 役
- なにわ人情コメディ 横丁へよ〜こちょ! 第74話（2006年、朝日放送）土井洋輝 役
- NHK朝の連続テレビ小説 『芋たこなんきん』（2006年、NHK）徳永隆（4〜6歳）役
- 土曜ドラマ 『ジャッジ 〜島の裁判官奮闘記〜』（2007年、NHK）添田翔太 役
- おいしいごはん 鎌倉・春日井米店（2007年、テレビ朝日）春日井翔太 役
- 水戸黄門 第38部 第4回（2008年、TBS）勘太郎 役
- 土曜ドラマ 『ジャッジII〜島の裁判官奮闘記』（2008年、NHK）添田翔太 役
- 告知せず（2008年、テレビ朝日）橋本洋輝 役

### 舞台
- 旅の終わりに（前進座）
- 前進座創立75周年記念公演「佐倉義民伝」（前進座）次男・徳松 役
- 北島三郎特別公演「あばれ無法松」（2007年6月1日 - 26日、梅田劇術劇場）吉岡敏雄 役

### 映画
- ホームレス中学生（2008年、東宝）田村裕（幼少） 役

### 劇場アニメ
- 崖の上のポニョ（2008年、スタジオジブリ）宗介 役

### CM
- オハヨー乳業
- サークルワン - 広島地区のみ
- 中央労働金庫 カーライフローン
- 田中電機工業 - 広島地区のみ
- みろくの里（2007年 - ） - 広島地区のみ
- デオデオ(現・エディオン) デザインセンターマリーナホップ店 「ホームシアター編」「リフォーム編」（2007年） - 広島地区のみ

### ビデオドラマ
- 夾竹桃の夏（2005年）

### ビデオパッケージ
- 中国電力